# Maltesische Badmintonmeisterschaft 2016
Die Maltesische Badmintonmeisterschaft 2016 fand am 15. April und am 16. Mai 2016 in Cottonera und Kirkop statt.

## Sieger und Platzierte
| Disziplin    | Gold                                 | Silber                         | Bronze                                   |
| ------------ | ------------------------------------ | ------------------------------ | ---------------------------------------- |
| Herreneinzel | Matthew Abela                        | Stefan Salomone                | Nigel Degaetano                          |
| Herreneinzel | Matthew Abela                        | Stefan Salomone                | Stephen Ferrante                         |
| Dameneinzel  | Fiorella Marie Sadowski              | Sarah Fava                     | Tiziana Mifsud                           |
| Dameneinzel  | Fiorella Marie Sadowski              | Sarah Fava                     | Yanika Polidano                          |
| Herrendoppel | Nigel Degaetano Stephen Ferrante     | Samuel Calì Stefan Salomone    | Edmond Abela Kenneth Vella               |
| Herrendoppel | Nigel Degaetano Stephen Ferrante     | Samuel Calì Stefan Salomone    | Matthew Abela Owen Grech                 |
| Damendoppel  | Sarah Fava Dominique Francica        | Catherine Dimech Cheryl Dimech | Tiziana Mifsud Klara Therese O'berg      |
| Damendoppel  | Sarah Fava Dominique Francica        | Catherine Dimech Cheryl Dimech | Michaela Ellul Fiorella Marie Sadowski   |
| Mixed        | Stefan Salomone Klara Therese O'berg | Robert Salomone Tiziana Mifsud | Kenneth Vella Catherine Dimech           |
| Mixed        | Stefan Salomone Klara Therese O'berg | Robert Salomone Tiziana Mifsud | Stephen Ferrante Fiorella Marie Sadowski |